# 1869 az irodalomban

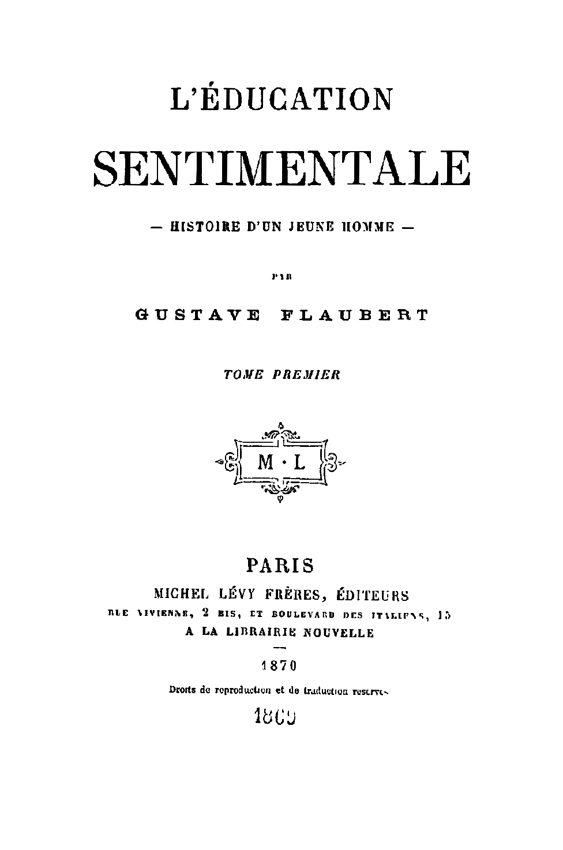
Érzelmek iskolája

Az 1869. év az irodalomban.

## Események

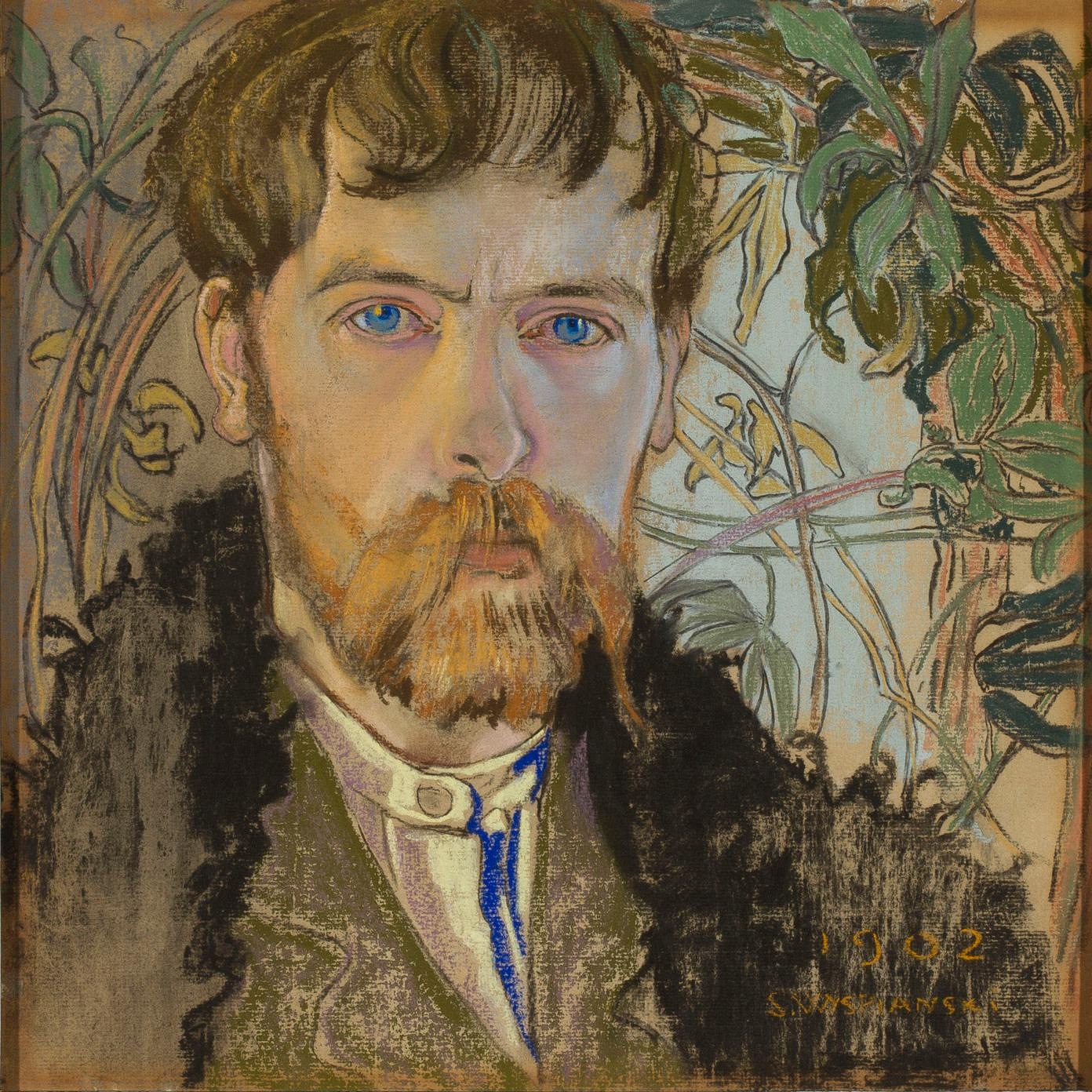
Stanisław Wyspiański

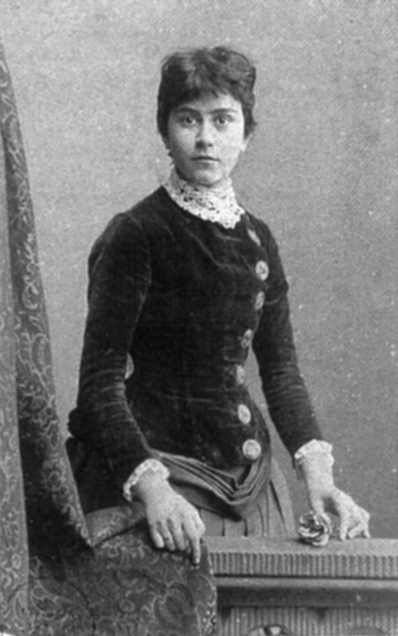
Else Lasker-Schüler

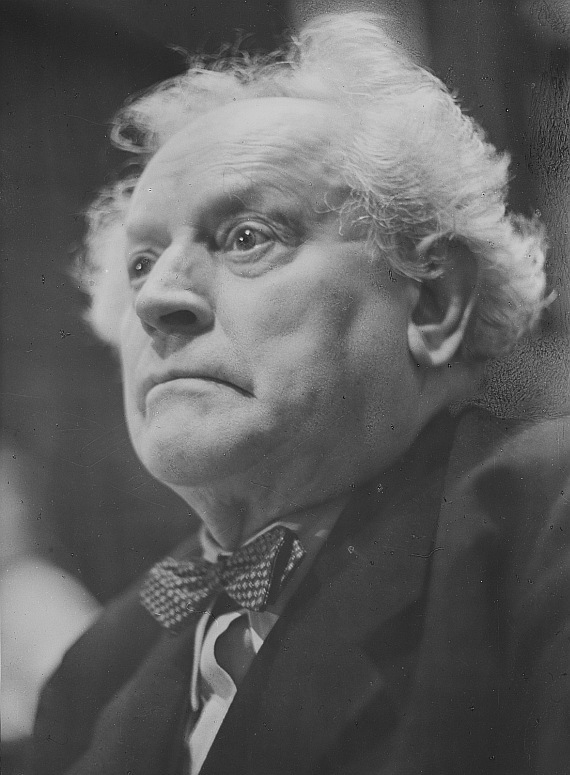
Martin Andersen Nexø

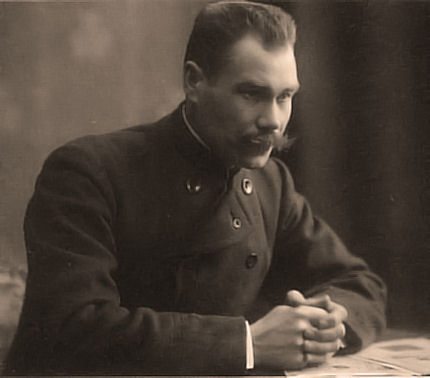
Johannes Linnankoski

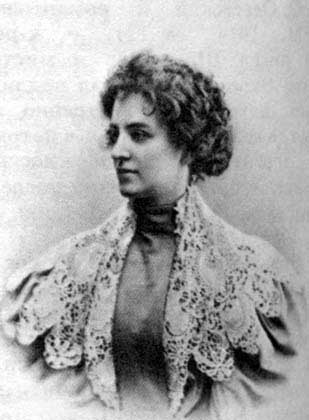
Z. Ny. Gippius

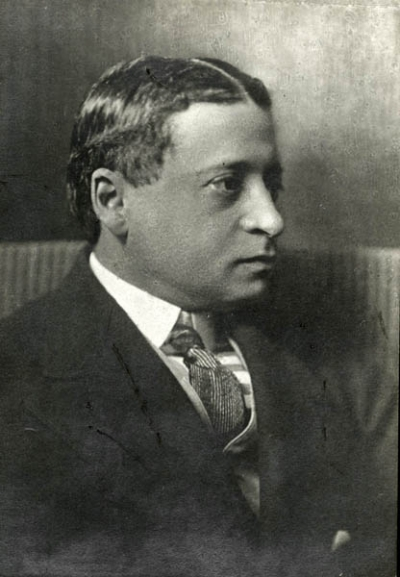
Ignotus Hugó

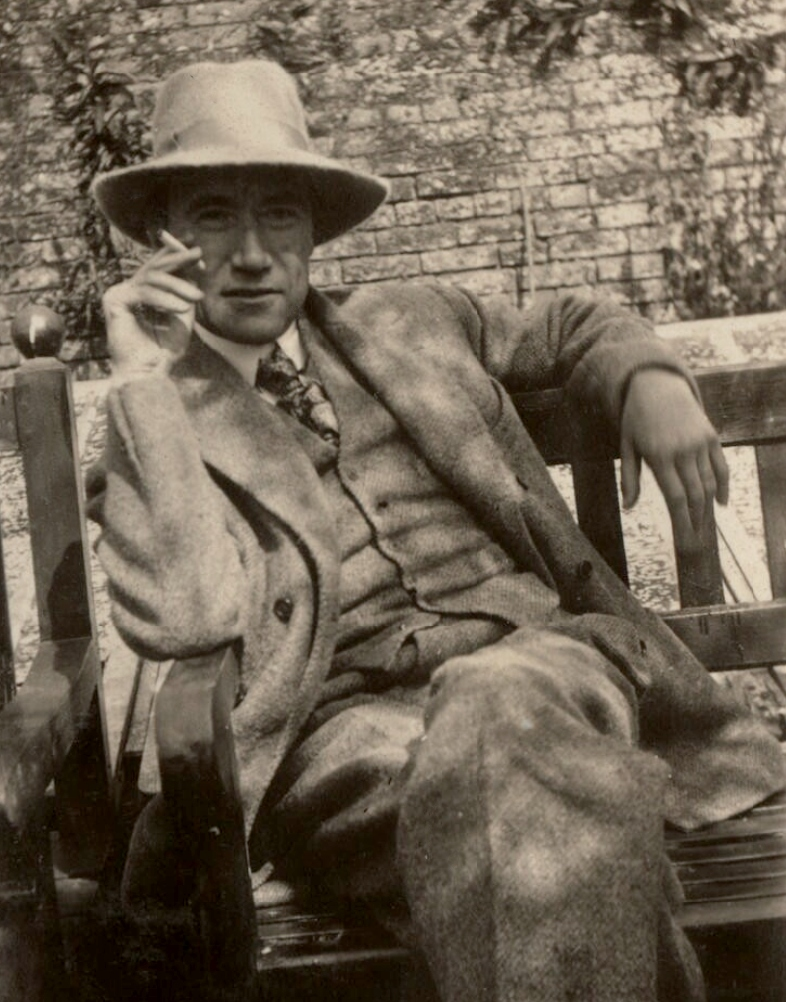
André Gide

- Arthur Rimbaud-ról: „1869 és 1873 között egy tanulóéveit járó francia diákgyerek döbbenetesen koraérett költeményeket ír, amelyek közül csak néhány jelenik meg életében, s csak kettő a költő tudtával. A többit néhány közvetlen barátján kívül senki sem ismeri. A fiatalember ekkor felhagy a versírással… (…) A költészetről többé egyetlen szót sem ejt, hallani sem akar.”[1]

## Megjelent új művek
- Alphonse Daudet elbeszéléskötete: Les Lettres de mon moulin (Levelek a malomból); a kötet egyes elbeszélései korábban már megjelentek
- Gustave Flaubert regénye: Érzelmek iskolája (L’Éducation sentimentale)
- A Goncourt fivérek utolsó közösen írt regénye: Madame Gervaisais
- Victor Hugo: A nevető ember (L'Homme qui rit)
- Jules Verne: Nemo kapitány (eredeti címe: Húszezer mérföld a tenger alatt, franciául: Vingt mille lieues sous les mers, 1869–1870)
- Matthew Arnold angol költő, kritikus, pedagógus kritikai esszéje: Culture and Anarchy. An Essay in Political and Social Criticism (Kultúra és anarchia)[2]
- Mark Twain útirajzai: The Innocents Abroad (Jámbor lelkek külföldön)
- Ivan Alekszandrovics Goncsarov regénye folytatásokban (a következő évben könyvként is): Szakadék (Обрыв)
- Megjelenik Lev Tolsztoj regénye, a Háború és béke ötödik kötete, majd decemberben az utolsó, hatodik kötete is[3]

### Költészet
- Paul Verlaine verseskötete: Les Fêtes galantes (Gáláns ünnepek)
- Gróf Lautréamont francia szerző hat énekből álló próza-költeménye: Les Chants de Maldoror (Maldoror énekei)[4]

### Magyar nyelven
- Jókai Mór-regények:
  - A kőszívű ember fiai (hat kötet)
  - Szerelem bolondjai (négy kötet)
- Szász Károly eposzfordítása: A Nibelungok

## Születések
- január 15. – Stanisław Wyspiański lengyel költő, drámaíró, grafikus és festő, a szimbolizmus és a szecesszió kiemelkedő alkotója († 1907)
- február 11. – Else Lasker-Schüler német költőnő, az expresszionista líra képviselője († 1945)
- május 8. – Zoltán Vilmos író, műfordító († 1929)
- június 2. – Szomory Dezső író, drámaíró († 1944)
- június 26. – Martin Andersen Nexø dán író († 1954)
- július 2. – Hjalmar Söderberg svéd költő, regényíró, színműíró († 1941)
- szeptember 6. – Felix Salten zsidó származású osztrák író († 1945)
- október 18. – Johannes Linnankoski finn író, a finn nemzeti újromantika egyik legjelentősebb szerzője († 1913)
- november 17. – Ignotus Hugó költő, író, kritikus, a Nyugat első húsz évében a folyóirat főszerkesztője († 1949)
- november 20. – Zinaida Gippius orosz költő, író, irodalmi kritikus, az orosz szimbolizmus egyik alapítója († 1945)
- november 22. – André Gide francia író, esszéista († 1951)
- december 30. – Stephen Leacock, főként humoreszkjeiről nevezetes kanadai író († 1944)

## Halálozások
- február 28. – Alphonse de Lamartine francia romantikus költő (* 1790)
- július 8. – Ivan Lazsecsnyikov orosz regényíró (* 1794)
- szeptember 23. – Heinrich Josef König német regényíró (* 1790)
- október 13. – Charles-Augustin Sainte-Beuve francia író, költő, irodalomkritikus (* 1804)
- október 18. – Simon Jenko szlovén költő, író, a pszichológiai realizmus előfutára (* 1835)
- december 21. – Wilhelm Wackernagel német költő és germanista (* 1806)